# Hostal del Reloj
El edificio conocido como Hostal del Reloj, también denominado Casa Solariega del Mayorazgo Don Pedro Suárez de Alarcón, en la ciudad de Guadalajara (España), era un ejemplo de arquitectura civil encuadrado en la tendencia más innovadora de su momento, el manierismo clasicista o herreriano. Sus principales características eran: La disposición equilibrada del plano, la proporcionalidad y perpendicularidad de los huecos, la sobriedad de los motivos ornamentales, la inclusión de rejería en el plano del muro y el recuadre de las ventanas y los balcones principales. Referencias todas ellas que se pueden apreciar en todos los edificios notables construidos a caballo entre los siglos XV y XVI.
El Mayorazgo Suárez de Alarcón fue fundado en la ciudad de Guadalajara por Alonso Gutiérrez de Écija Alcaide de Alcázar y de las fortificaciones de Guadalajara hechas por los Reyes Católicos y por su esposa, Violante Suárez de Alarcón, en el último tercio del siglo XV. Desde entonces, todos los bienes patrimoniales de la familia eran transmitidos en bloque al primogénito heredero.
El primero en recibir el Mayorazgo fue el licenciado don Pedro Suárez de Alarcón, casado con doña Ana de Hermosa, que fue alcalde de Corte en la Chancillería de Valladolid. La reiteración del nombre don Pedro Suárez de Alarcón en los titulares del Mayorazgo al primero le sucedió su hijo don Pedro y a este su también hijo llamado don Pedro, durante todo el siglo XVI, y la continua permanencia de sus «casas principales» en el mismo emplazamiento urbano, supuso que parte de este pasara a denominarse «Plazuela de don Pedro», como aún se conoce en la actualidad. Asociada a este Mayorazgo se encontraba la Iglesia de Santo Domingo de Silos, que fue mandada construir en la actual plaza Mayor por Gómez Suárez de Écija y su mujer Constanza de Ávila, en las primeras décadas del siglo XV.

## Descripción
La edificación ocupaba una superficie de 1000 metros cuadrados y presentaba tres fachadas: Dos principales, que dan a la calle Dr. Mayoral y plaza de don Pedro, y otra secundaria, con vistas a la plaza de la Antigua. Constaba de semisótano, planta baja, primera, áticos y buhardillas. Un gran patio central articulaba el edificio en tres cuerpos diferenciados.
Merecen ser destacados los dos portones principales, divididos en dos grandes hojas, realizadas en cuarterones moldurados; así como requiere especial mención la puerta de la calle Dr. Mayoral, que incluye un motivo ornamental cruciforme. En cuanto a la rejería, se distinguen tres ejemplos distintos: rejas carceleras de cuadradillo para los huecos inferiores; antepechos en los balcones de plantas superiores, de barrotes perpendiculares con anillaciones, y, por último, la cerrajería de los portones principales, donde se conservan unas espléndidas fallebas de paletón.
Todos estos componentes manifiestaban la singularidad del edificio, y además permitían establecer una cronología determinada, que se encuadraría en las primeras décadas del siglo XVII.

## Actualidad
En la década de 1990 el edificio fue casi completamente derruido, a excepción del portón sito en la Cuesta del Reloj, para construir un edificio de pisos sin respetar ningún otro elemento arquitectónico.

## Fuente
- Este artículo incluye contenido derivado de una disposición relativa al proceso de protección, incoación o declaración de un bien cultural o natural publicada en el BOE n.º 211 el 2 de septiembre de 2000 (texto), el cual está libre de restricciones conocidas en virtud del derecho de autor de conformidad con lo dispuesto en el artículo 13 de la Ley de Propiedad Intelectual española.

- Datos: Q5903237